# Tubería multicapa
La tubería multicapa o PAP es un sistema integrado de tuberías en polietileno reticulado con alma de aluminio (PE / Al / PE-X). El tubo es utilizable para el suministro de agua fría y caliente en instalaciones de fontanería, calefacción y suelo radiante.

## Componentes
El tubo es de construcción híbrida, metal y termoplástico, configurado por tres capas estructurales: polietileno (PE), aluminio (Al) y polietileno (PE), y dos capas intermedias adhesivas para cohesionar el conjunto.
- PE-X: La capa interior es la que está en contacto con el fluido; el polietileno reticulado (PE-X) es un material capaz de soportar temperaturas hasta 95 °C.
- Al: La lámina de aluminio (Al) puede estar soldada («head-to-head») a testa o solapada, por láser, lo que determina una capa continua y homogénea que garantiza el mismo espesor en cualquier sección.
- PE: La capa protectora exterior de polietileno (PE) da cohesión y uniformidad al tubo.
- PE-RT: Se puede aplicar también este tipo de polietileno (Polyethylene Raised Temperature), que soporta las mismas temperaturas en cuanto es coextruido con aluminio.